# Liszkówko
Liszkówko – wieś w Polsce położona w województwie kujawsko-pomorskim, w powiecie nakielskim, w gminie Sadki.

## Podział administracyjny
W latach 1975–1998 miejscowość administracyjnie należała do województwa bydgoskiego.

## Demografia
Według Narodowego Spisu Powszechnego (III 2011 r.), razem z wsią Glinki, liczyła 194 mieszkańców. Jest trzynastą co do wielkości miejscowością gminy Sadki.

## Położenie
Liszkówko znajduje się w odległości 7,1 km od Sadek (siedziba gminy).